# Oude Molen (Tessenderlo)
De Oude Molen is een staakmolen met gesloten voet, die zich bevindt op de Molenberg aan de Molenstraat te Tessenderlo, in de wijk Berg. De molen fungeert als korenmolen.

## Geschiedenis
Reeds in 1301 werd melding gemaakt van een molen op deze plek, en in 1336 schonk Graaf Lodewijk IV van Loon de molen aan de Abt van Averbode, welke hem na enkele jaren weer verkocht. In de loop der jaren verviel de molen, en ze werd in 1590 weer hersteld. In 1606 werd de molen door een zware storm vernield, om in 1608 hersteld te worden. In 1728 werd de standaard vernieuwd, en in 1751 volgden staakijzer en spil. Pas in 1934 werd de voet geheel gesloten. Dit gebeurde door Emiel Luyten, naar wie de molenaar ook de Luytenmolen werd genoemd. Hij installeerde een haverpletter en bracht in de jaren 50 van de 20e eeuw gestroomlijnde wieken aan, die later weer werden verwijderd.

Emiel's zoon Georges verkocht de molen in 1981 aan de Gemeente Tessenderlo. De vzw Molenvrienden werd opgericht en de molen werd gerestaureerd om in 1991 te worden ingehuldigd. Sindsdien is de molen regelmatig in bedrijf. Nabij de molen bevindt zich een natuurtuintje met bijenstand, bloementuin en plantenleerpad.